# La Femme loup
Pour plus de détails, voir Fiche technique et Distribution.
La Femme loup (She-Wolf of London, titre au Royaume-Uni : Curse of the Allenbys) est un film d'horreur américain, en noir et blanc, réalisé par Jean Yarbrough et sorti en 1946.
Ce film fait partie de la production des Universal Monsters. Le titre fait référence au film de 1935, Le Monstre de Londres (The Werewolf of London).

## Synopsis
Phyllis Allenby est une jeune et séduisante héritière londonienne qui va bientôt se marier. Toutefois, une série de meurtres perpétrés dans un parc à proximité de sa résidence, les cadavres étant retrouvés éviscérés, crée une ambiance malsaine. Les enquêteurs de Scotland Yard commencent à murmurer qu'il pourrait s'agir d'un loup-garou. Phyllis est d'autant plus perturbée qu'elle pense être peut-être la coupable de ces meurtres, une malédiction planant sur sa famille, plusieurs de ces ancêtres sont d'ailleurs réputés avoir été des lycanthropes.

## Fiche technique
- Titre : She-Wolf of London
- Réalisation : Jean Yarbrough
- Scénario : George Bricker, Dwight V. Babcock
- Musique : William Lava
- Directeur de la photographie : Maury Gertsman
- Montage : Paul Landres
- Direction artistique : Abraham Grossman, Jack Otterson (en)
- Décors : Russell A. Gausman, Leigh Smith
- Costumes : Vera West
- Production : Ben Pivar, Universal Pictures
- Pays d'origine :  États-Unis
- Genre : Horreur
- Durée : 61 minutes
- Date de sortie :
  - États-Unis : 17 mai 1946

## Distribution
- June Lockhart : Phyllis Allenby
- Don Porter : Barry Lanfield
- Sara Haden : Martha Winthrop
- Lloyd Corrigan : détective Latham
- Dennis Hoey : inspecteur Pierce
- Martin Kosleck : Dwight Severn
- Eily Malyon : Hannah
- James Finlayson : un policier (non crédité)
- Olaf Hytten : un policier (non crédité)

## Distinctions

### Nominations
- Saturn Award 2005 :
  - Saturn Award de la meilleure collection DVD (au sein du coffret The Monsters Legacy Collections)